# Мечеть Алишер Навои (Каган)
Мечеть Алишер Навои — мечеть расположенная в городе Каган Бухарской области Узбекистана. Первая и единственная мечеть, построенная в западной части города.
Первое здание мечети было построено в 1989—1991 годах на площади 10х10 метров. В 1992 году мечети была отведена 600 м² земли. В 1994 году начались работы по расширению мечети, были построены тахаратхана и айван. В 1999 году она была зарегистрирована в Государственном управлении юстиции. С годами территория мечети расширилась и в 2012 году достигла 733 м². В 2016 году был полностью реконструирован главный корпус мечети. В течение 2018—2019 годов в комплексе мечети были проведены строительные работы, расширен айван, перестроена тахаратхана.
В разные годы имамами мечети были назначены Роиб Лойиков (1991—1999), Тулкин Сафаров (1999—2017), Афзал Камалов (2017—н.вр.).
31 октября 2020 года из-за нарушения правил безопасности при проведении сварочных работ возник пожар, в результате которого сгорело 35 м² кровли вспомогательного здания мечети .
В настоящее время на место старого здания мечети строится новое современное здание.